# Biblioteca Nacional de Xile
La Biblioteca Nacional de Xile, principal centre bibliogràfic del país, va ser fundada el 19 d'agost de 1813 i té la seu a la ciutat de Santiago. Està situada en l'Albereda número 651, i és confrontant amb l'estació Santa Lucía del Metro de Santiago.
En els seus començaments el 1813, i després entre 1818 i 1823 va funcionar en una de les dependències de la Universitat de San Felipe, situada en els terrenys on es construiria posteriorment el Teatre Municipal de Santiago, deu anys més tard, per 1823 s'instal·la en l'escaira sud-est dels carrers Bandera i Compañía, en un edifici construït el 1805 per José María Atero, sobre la base de dissenys de Joaquín Toesca, qui havia estat seu de la ExReal Duana, i que avui alberga al Museu Xilè d'Art Precolombí. El 1843, sota la direcció de Francisco García Huidobro, la Biblioteca es trasllada a la zona sud dels carrers Bandera y Catedral, a un edifici de tova de dos pisos, construït especialment per a aquestes finalitats. El 1886 es mou a l'antic edifici del Real Tribunal del Consolat, dissenyat per Juan José Goycolea cap a 1807, on es va desenvolupar el cabildo de Santiago del 18 de setembre de 1810, i on actualment se situen els Tribunals de Justícia. Finalment el 1913, l'Estat de Xile compra el terreny del Convent de les Monges Clares on, s'acaba de construir, l'any 1925, l'edifici on se situa actualment.